# 吉田重政
吉田 重政（よしだ しげまさ）は、戦国時代の武将、弓術家。六角氏の家臣。官位は従五位下、出雲守。

## 略歴
文明17年（1485年）、六角氏家臣で吉田流（日置流）弓術の祖である吉田重賢の子として誕生する。弟の和泉守、若狭守とともに弓術の名声が高く、重賢とともに足利義晴の弓術指南役を務めた。
その後、主君の六角義賢（承禎）より弓術の伝授を請われるが、日置流は唯授一人を基本としていたため、重政はこれを断った。そのため義賢と不仲になり、代々の領地を離れて一乗谷に移り住み、越前朝倉氏に仕えた。一乗谷では上原高家（豊前守）から弓書を相伝した。
6年後、朝倉義景の取りなしによって義賢の元に帰参すると、義賢と養子縁組を結び、弓術を伝授した。これにより重政は義賢より7ヶ所の地を宛がわれた。後に義賢は重政の嫡子、重高（露滴）を養子に迎えて吉田流を伝授したという。
永禄4年（1561年）、義賢に従い、京都で三好義興と戦った。
永禄12年（1569年）6月10日に死去。享年85。

## 系譜
本朝武芸小伝による。
- 父：吉田重賢（上野介、太郎左衛門、道宝）
- 弟：吉田和泉守
- 弟：吉田若狭守
- 弟：松本民部少輔　大津松本住
- 男子：吉田重高（出雲守、助左衛門、露滴）-日置流出雲派の祖
- 男子：吉田重勝 （六左衛門、雪荷）-日置流雪荷派の祖

石堂竹林如成（日置流竹林派の祖）は重政に射を習い、竹林派を称した。